# Gerard Bouman
Gerardus Leonardus (Gerard) Bouman (Rhoon, 27 augustus 1952 – Rotterdam, 31 juli 2017) was een Nederlandse politiefunctionaris. Hij was in de rang van eerste hoofdcommissaris de eerste korpschef van de Nationale Politie in Nederland. Op 1 maart 2016 volgde Erik Akerboom hem op.

## Loopbaan

### Begin carrière
Bouman begon zijn politiecarrière op 17-jarige leeftijd als agent bij de gemeentepolitie van Rotterdam. In de avonduren studeerde hij rechten en in 1978 stapte hij over naar het Openbaar Ministerie. In 1998 werd hij hoofdofficier van justitie in Middelburg en vanaf 2000 was hij dat in Den Haag. In 2003 keerde Bouman terug naar de politie. Hij volgde Jan Wiarda op als korpschef van politie Haaglanden.

### AIVD
Vanaf december 2007 was Bouman hoofd van de Algemene Inlichtingen- en Veiligheidsdienst (AIVD), waar zijn komst op de nodige interne weerstand stuitte en ook de relatie met zijn voorganger Sybrand van Hulst behoorlijk gespannen was. Vanuit zijn politie-achtergrond wilde hij dat de dienst zich meer zou richten op "boevenvangen" dan op het maken van bredere maatschappelijke analyses. Onder de naam KOERS zette hij een interne reorganisatie in gang die de dienst meer hiërarchisch en efficiënter moest laten functioneren en waarbij de zelfstandigheid van de uitvoerende teams werd ingeperkt. Bouman had een weinig subtiele en zeer directe aanpak die niet altijd in goede aarde viel, maar die toch als "streng doch rechtvaardig" aangemerkt kon worden. Samenwerking met externe partners, met name de MIVD en de NCTb, verliep zeer moeizaam tot vijandig. Voorts vond Bouman dat de AIVD meer aandacht moest besteden aan buitenlandse inlichtingen (als forward defense) en de toenemende dreigingen in cyberspace. Begin 2011 werd Bouman door minister Ivo Opstelten van Veiligheid en Justitie gevraagd om terug te keren bij de politie als een van de kwartiermakers van de reorganisatie tot Nationale Politie.

### Reorganisatie politie
Op 3 januari 2013 werd hij in het openbaar beëdigd als korpschef door minister Opstelten van Veiligheid en Justitie. Hij werd daarmee tevens de eerste persoon die de rang van eerste hoofdcommissaris bekleedde. Bouman kreeg de opdracht om van de zesentwintig politiekorpsen één korps te smeden. Deze reorganisatie verliep minder voorspoedig dan aanvankelijk gedacht. Geschatte kosten en doorlooptijd waren medio 2015 verdubbeld ten opzichte van de oorspronkelijke raming.
Bouman maakte op 1 oktober 2015 wereldkundig dat hij per 1 februari 2016 opstapte als korpschef. Zijn termijn liep nog tot 2019. "Een moedig en wijs besluit", noemde de minister van Veiligheid en Justitie Ard van der Steur, opvolger van Opstelten, het aangekondigde vertrek.
Op 1 november 2016 maakte Van der Steur bekend een onderzoek te laten instellen naar Boumans rol bij de besluitvorming van de Centrale Ondernemingsraad (COR) van de politie. Na een doorlichting van de bestedingen van de COR door de politieafdeling Veiligheid, Integriteit en Klachten zou zijn gebleken dat die voor een belangrijk deel "onrechtmatig en ondoelmatig” waren.

### Overlijden
Op vakantie in de Verenigde Staten werd Bouman in juni 2017 getroffen door een zwaar hartinfarct. Hij werd naar Nederland overgebracht en overleed ruim een maand later op 64-jarige leeftijd. De uitvaartplechtigheid vond plaats in de Rotterdamse Hildegardiskerk.
- Nederlandse Thesaurus van Auteursnamen: 374797463
- Virtual International Authority File: 309898410
- WorldCat: E39PBJbRpxJcVkGqpqQvPDKTpP